# Google Trends

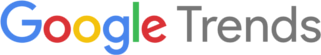

Google Trends, también denominado Tendencias de búsqueda de Google, es una herramienta de Google Labs que muestra los términos de búsqueda más populares del pasado reciente.
Las gráficas de Google Trends representan con cuánta frecuencia se realiza una búsqueda de un término particular en varias regiones del mundo y en varios idiomas. El eje horizontal de la gráfica representa el tiempo (desde algún momento de 2004), y el eje vertical representa la frecuencia con la que se ha buscado el término globalmente. También permite al usuario comparar el volumen de búsquedas entre dos o más términos.
Una característica adicional de Google Trends es la posibilidad de mostrar noticias relacionadas con el término de búsqueda encima de la gráfica, mostrando cómo afectan los eventos a la popularidad.
Es interesante comprobar que hay algunos términos de búsqueda bastante estacionales, como regalos, que coincide claramente con la llegada de la Navidad. Sufre un igual efecto el fútbol, con un gran aumento de búsquedas en los mundiales.
Google Trends también se ha utilizado para pronosticar indicadores económicos, y mercados financieros, y el análisis de datos de Google Trends ha detectado brotes regionales de gripe antes que los sistemas de monitoreo convencionales.

## Google Music Trends
Google Music Trends es el servicio opcional que exhibe la música más escuchada en la red a través de Google Talk de Google, bajo la forma de canciones más escuchadas en la semana. Las tendencias se pueden también filtrar por género y por países.